# Shake It Up: Break It Down
| Recensione | Giudizio |
| ---------- | -------- |
| AllMusic   |          |

Shake It Up: Break It Down (conosciuto anche come Shake It Up: Dance Dance nei Paesi europei) è la colonna sonora di debutto della prima stagione (2010-2011) della serie televisiva di Disney Channel A tutto ritmo. È stata pubblicata il 12 luglio 2011 come 2 CD e un DVD dove sono presenti i filmati delle coreografie. Negli Stati Uniti, ha raggiunto la 22ª posizione della Billboard 200 e la vetta della Billboard Top Soundtracks e Billboard Kid Albums. Inoltre, ha raggiunto la 65ª posizione in Messico.

## Singoli promozionali
Shake It Up di Selena Gomez è stato pubblicato come primo singolo promozionale della colonna sonora ed ha raggiunto la nona posizione della classifica statunitense Bubbling Under Hot 100 ed è usato come sigla per la serie televisiva. Watch Me di Bella Thorne e Zendaya è stato pubblicato come secondo singolo promozionale ed ha raggiunto la 86ª posizione della Billboard Hot 100.

## Tracce

### Tracce CD
1. Selena Gomez – Shake It Up – 2:55
2. Margaret Durante – Breakout – 2:59
3. Nevermind e Chris Trousdale – Not Too Young – 2:55
4. Kyra Christiaan – School's Out – 2:34
5. Margaret Durante – Watch Me – 2:55
6. Alana de Fonseca – All the Way Up – 3:30
7. Drew Ryan Scott – We Right Here – 3:11
8. Drew Seeley e Adam Hicks – Dance for Life – 2:55
9. Tim James e Nevermind – Twist My Hips – 2:56
10. Marlene Strand – Roll the Dice – 2:58
11. Geraldo Sandell e Ricky Luna – Just Wanna Dance – 3:07
12. Sibel Redžep – Our Generation – 4:15
13. Anna Margaret e Nevermind – All Electric – 3:07
14. Bella Thorne e Zendaya – Watch Me – 2:55

Amazon MP3 bonus track
1. Nayana Holley – It's Alive – 3:21

iTunes bonus track
1. Windy Wagner – Bling Bling – 2:37

### Tracce DVD
1. DVD Menu (Shake It Up: Break It Down)
2. Introduction (Shake It Up: Break It Down)
3. School's Out
4. Watch Me
5. Breakout
6. Not Too Young
7. Shake It Up
8. End Credits

## Classifiche
| Classifica (2011)              | Posizione massima |
| ------------------------------ | ----------------- |
| Messico                        | 65                |
| U.S. Billboard 200             | 22                |
| U.S. Billboard Kid Albums      | 1                 |
| U.S. Billboard Top Soundtracks | 1                 |